# Pterostylis alveata
Pterostylis alveata är en orkidéart som beskrevs av Garnet. Pterostylis alveata ingår i släktet Pterostylis och familjen orkidéer. Inga underarter finns listade i Catalogue of Life.